# Hard (Oostenrijk)
Hard is een gemeente in de Oostenrijkse deelstaat Vorarlberg, gelegen in het district Bregenz. De gemeente heeft ongeveer 12.000 inwoners.

## Geografie

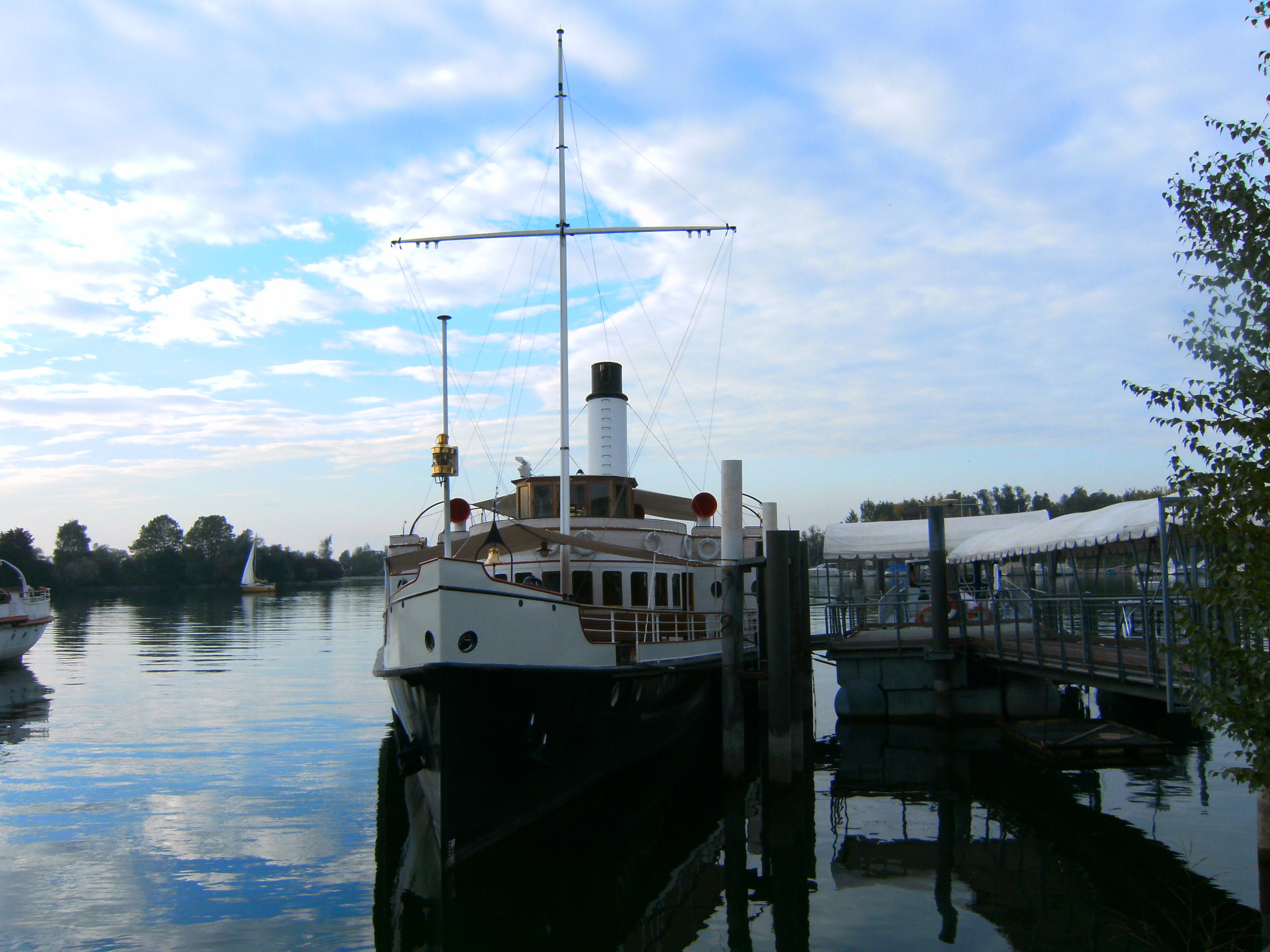
Schip in Hard

Hard heeft een oppervlakte van 17,46 km² (land: 9,73 water: 7,73). Het ligt in het westen van het land. Hard ligt aan de rivier Bregenzerach.

## Geschiedenis
Rond de 7de eeuw vestigden zich Alemannen in de buurt van de Mittelweiherburg. Het was de eerste vestiging in dit gebied. Nabij het Bodenmeer werden rond het jaar 1200 grote delen van de bossen gerooid waarop er een nieuw dorp werd gebouwd: Hard (Oudhoogduits voor "bos"). Van de gemeente Hard wordt voor het eerst melding gemaakt in een vrijgeleidebrief van Paus Innocentius IV aan het klooster van Mehrerau in 1249.
In 1794 opende Samuel Vogel aus dem Elsass de eerste textielfabriek in Hard. In 1802 werden de Allmenden (gemeenschappelijke gronden) opgeheven. Deze opheffing had tot gevolg dat akkers, weides en bossen die rond 1000 jaar gemeenschappelijk gebruikt werden, in particuliere handen vielen. In 1997 werd het museum voor textieldruk in Mittelweiherburg geopend.

###### Harder Schwabenkinder
Van de 17de eeuw tot het begin van de 20de eeuw stuurden arme Vorarlbergse landbouwers hun kinderen naar Zwaben om daar seizoenwerk te verrichten. Deze kinderen werden Schwabenkinder genoemd, de actie zelf werd als Schwabengehen aangeduid.

###### Heraldiek
Het wapen van Hard toont twee bomen en een zeilboot. Ze staan symbool voor de aanvankelijke werkzaamheden in Hard: houtkap en visserij.

## Economie
Met het begin van de industrialisering in de tweede helft van de 18de eeuw vestigden zich textielbedrijven in Hard. Ze droegen bij tot de verandering van een landelijke maatschappij naar een moderne meritocratie. Deze nieuwe economische weg trekte veel buitenlandse werkers naar Hard. Na afloop van de Eerste Wereldoorlog en in het bijzondere na 1945 bloeide de economie van de gemeente. Veel bedrijven werden destijds gesticht die vandaag 5000 werkplekken in 500 verschillende bedrijven scheppen.

## Geboren
- Michael Köhlmeier (*1949) – Oostenrijkse auteur